# 致命突擊隊
《致命突擊隊》（英語：The Devil's Own）是一部1997年的美國動作驚悚片，由哈里森·福特和畢·彼特主演，魯賓·布雷、娜塔莎·麥克洪、茱莉亞·史緹爾、玛格丽特·柯林和崔特·威廉斯擔任配角。這是次年去世的艾倫·J·帕庫拉導演的最後一部電影，也是不久後退休的高登·威廉拍攝的最後一部電影。這部電影由樊尚·帕特里克、大衛·亞倫·科恩和凱文·雅爾編劇。劇情圍繞臨時愛爾蘭共和軍的一名成員（彼特饰）展開，他來美國透过黑市獲取防空飞弹，以擊落北爱尔兰境内的英國直升機。一名愛爾蘭裔美國警察（福特飾）讓這個計劃變得複雜起來，而这名愛爾蘭共和軍成員已經將他視為家人。

## 剧情
故事发生在1972年的北爱尔兰，八歲的弗朗基·麦圭尔目睹父親因同情愛爾蘭共和黨而被槍殺。二十年後的贝尔法斯特，弗朗基和三名愛爾蘭共和軍成員遭到英國陸軍和特種偵察部隊特工的伏擊。兩名愛爾蘭共和軍槍手被殺，但弗朗基和戰友肖恩·费伦逃脫。面对英國陸軍直升機的追擊，弗朗基的指揮官马丁·麦克达夫认为愛爾蘭共和軍需要刺針飛彈進行反擊。
弗朗基化名“罗里·德瓦尼”來到纽约購買飞弹。美國法官彼得·菲茨西蒙斯是愛爾蘭共和軍的長期支持者，他安排他與纽约市警察局警官湯姆·奥马拉、他的妻子希拉以及他們的三個女兒一起住在史泰登岛。汤姆和家人相信“罗里”是一名移民建築工人，因此歡迎弗朗基來到他們的家。
肖恩與弗朗基重聚，購買了一艘舊漁船來將飞弹偷運回国。弗朗基與黑市軍火商和愛爾蘭黑幫比利·伯克達成協議，在幾週後接收飞弹。菲茨西蒙斯將這筆交易的資金由另一名愛爾蘭共和軍特工梅甘·多尔蒂交給弗朗基，梅甘·多尔蒂假冒他家的保姆，而弗朗基將裝滿現金的行李袋藏在奥马拉的地下室。梅甘後來警告弗朗基，麦克达夫已被英國當局殺害，他們必須推遲交易，這讓伯克非常不滿。
汤姆因搭檔埃迪·迪亚斯從背後開槍射殺一名手無寸鐵的小偷而撒謊，以保護他，對此深感愧疚的湯姆決定退出警隊。他向希拉坦白了一切，他們回到家，卻遇到了蒙面入侵者。弗朗基到達，他和汤姆擊退了入侵者，希拉報了警，但他們仍被槍指著，直到警笛声越来越近，襲擊者才逃跑。弗朗基質問伯克为何派手下偷錢，並向其中一名襲擊者的膝蓋開槍，但伯克透露他將肖恩扣為人質，要求支付飛彈費用。
汤姆意識到入侵者是在搜查弗朗基位於地下室的房間，一番观察之后他發現了裝有現金的行李袋。面對汤姆，弗朗基透露了自己的真實身份，但汤姆打電話給埃迪，他們逮捕了他。在前往警察局的途中遇到交通堵塞，弗朗基制服了汤姆並奪走了他的槍，當埃迪拔出自己的槍時，弗朗基向埃迪开出了致命一枪，之后便逃跑了，但没有机会拿钱。
埃迪死後，汤姆受到联邦调查局和英國情报人员的審問，並意識到他們打算殺死弗朗基。弗朗基在一個廢棄的倉庫同伯克见面，伯克向弗朗基要錢，並把飞弹和肖恩的頭顱交給弗朗基，弗朗基則遞給他一個裝有炸彈的行李袋。趁爆炸转移了对方的注意力，弗朗基殺死了伯克和他的手下，然後帶著飞弹離開了。
弗朗基前往菲茨西蒙斯的住所見梅甘，決心完成他的任務並將飞弹運送到愛爾蘭。在樓下，汤姆打斷了一場雞尾酒會並與法官對質，然後根据之前弗朗基包裡的照片中認出了梅甘，但弗朗基已经逃脫了。汤姆讓梅甘相信，只有他才能拯救弗朗基免遭當局殺害，梅甘便说出了弗朗基的去向。
在碼頭，汤姆偷偷登上了船，而弗朗基則帶著飞弹起航，两人发生了一場槍戰。汤姆受傷並被解除武裝，弗朗基準備殺死他，但意識到自己也中彈了。汤姆擁抱了垂死的弗朗基，認識到他們都在為自己信仰的事業而戰，然後將船駛回岸邊。

## 演员
- 哈里森·福特 饰 湯姆·奥马拉警官
- 畢·彼特 饰 弗朗西丝“弗朗基”麦圭尔/罗里·德瓦尼
  - 沙恩·鄧尼 饰 年幼的弗朗基
- 玛格丽特·柯林 饰 希拉·奥马拉
- 魯賓·布雷（英语：Rubén Blades） 饰 埃德温·迪亚斯
- 崔特·威廉斯 饰 比利·伯克
- 喬治·赫恩（英语：George Hearn） 饰 彼得·菲茨西蒙斯法官
- 米契·萊恩（英语：Mitchell Ryan） 饰 吉姆·凯利副警長
- 娜塔莎·麥克洪 饰 梅甘·多尔蒂
- 保羅·羅南（英语：Paul Ronan） 饰 肖恩·费伦
- 大衛·奧哈拉 饰 马丁·麦克达夫
- 西蒙·琼斯 饰 哈里·斯隆
- 茱莉亞·史緹爾 饰 布里奇特·奥马拉